# Гуцюв
Гуцюв (пол. Guciów) — село в Польщі, у гміні Звежинець Замойського повіту Люблінського воєводства.
Населення — 95 осіб (2011).
У 1975-1998 роках село належало до Замойського воєводства.

## Демографія
Демографічна структура станом на 31 березня 2011 року:
|          | Загалом | Допрацездатний вік | Працездатний вік | Постпрацездатний вік |
| -------- | ------- | ------------------ | ---------------- | -------------------- |
| Чоловіки | 46      | 5                  | 31               | 10                   |
| Жінки    | 49      | 11                 | 18               | 20                   |
| Разом    | 95      | 16                 | 49               | 30                   |